# Capnia kersti
Capnia kersti är en bäcksländeart som beskrevs av Nelson, C.R. 2004. Capnia kersti ingår i släktet Capnia och familjen småbäcksländor. Inga underarter finns listade i Catalogue of Life.